# Charles Van Doren
Charles Van Doren (* 12. Februar 1926 in Manhattan, New York City; † 9. April 2019 in Canaan, Connecticut) wurde als Kandidat der amerikanischen Quiz-Show Twenty-One bekannt.

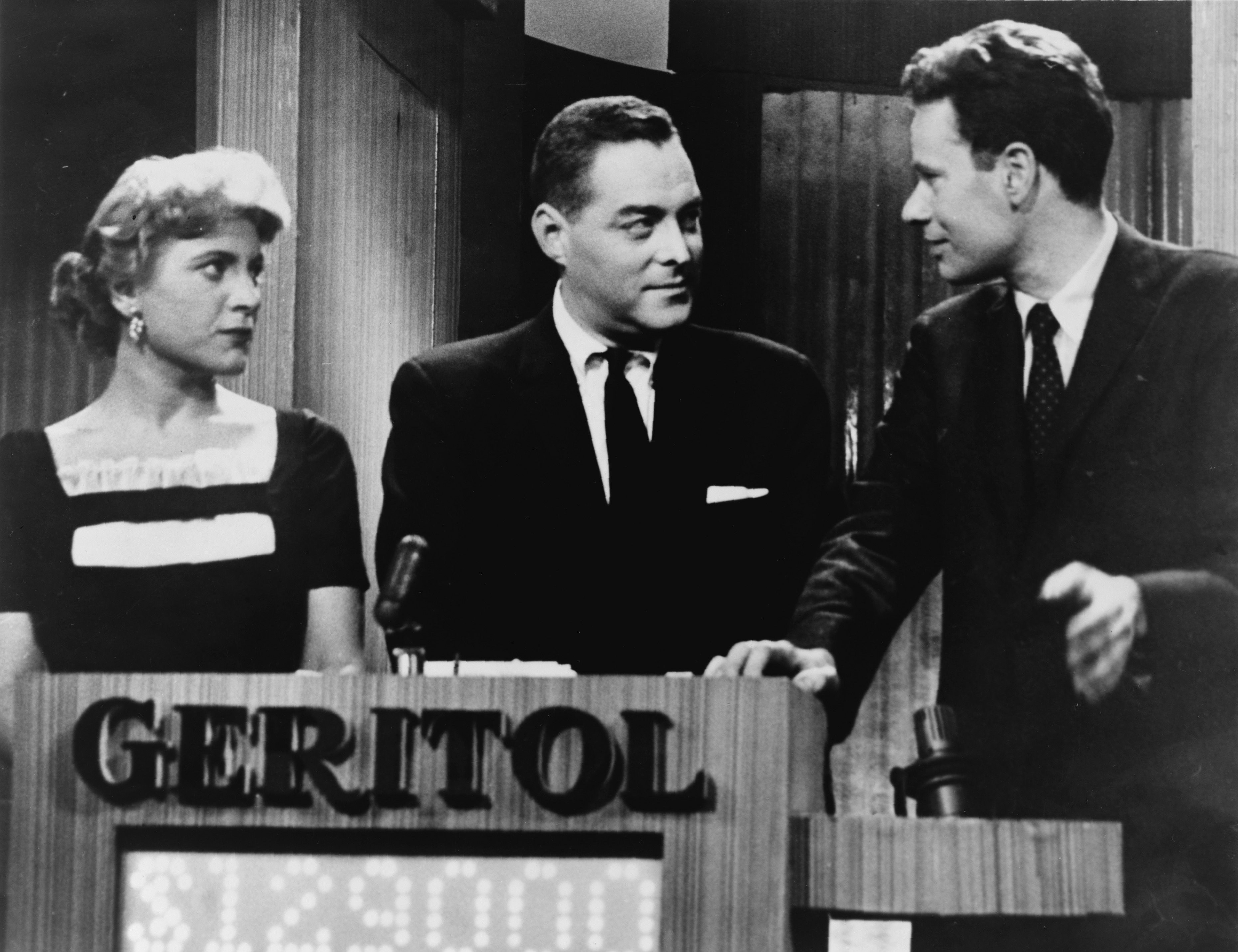
Charles Van Doren (rechts) mit Twenty-One-Moderator Jack Barry (Mitte) (1957)

## Leben
Er war der Sohn des Dichters und Pulitzer-Preisträgers Mark Van Doren und der Schriftstellerin Dorothy Van Doren und zeichnete sich von Jugend an als vielseitig beschlagener Intellektueller aus. Er erwarb einen B.A. in englischer Literatur am St. John’s College in Annapolis, Maryland, und promovierte in diesem Fach an der New Yorker Columbia-Universität, an der er zudem den Grad M. A. in Astrophysik erwarb.
Im Jahr 1956 bewarb er sich als Kandidat für die Fernseh-Quizshow Twenty-One. Deren Produzenten hatten mit sinkenden Einschaltquoten zu kämpfen und beschlossen, die Ergebnisse der Show zu manipulieren und Van Doren zum Star aufzubauen. Im Januar 1957 begann seine Gewinnserie, die bis zum 11. März des Jahres anhielt. An diesem Tag verlor er gegen Vivienne Nearing, deren Gatten er zuvor bereits geschlagen hatte. In der Zwischenzeit erlangte Van Doren nationale Berühmtheit; sein Porträt zierte am 11. Februar das Titelbild der Zeitschrift TIME. Insgesamt beliefen sich seine Gewinne auf rund 138.000 Dollar.
Bald nach Beginn seiner Gewinnserie kamen Gerüchte auf, Van Doren habe die Antworten von den Produzenten der Show zugesteckt bekommen. Er bestritt diese Vorwürfe zunächst, gestand jedoch letztlich im November 1959 die Manipulationen vor einem Untersuchungsausschuss des House Committee on Interstate and Foreign Commerce, der den Quizshow-Skandal untersuchte.
Van Doren hatte bis zum Bekanntwerden des Betrugs als Lehrkraft an seiner Alma Mater, der Columbia-Universität, gearbeitet. Diese Stelle legte er nach dem Skandal nieder und wurde Redakteur der Encyclopædia Britannica. Er veröffentlichte einige Bücher, von denen A History of Knowledge wohl das bekannteste ist. Charles Van Doren lebte zuletzt mit seiner Familie in der Nähe von Falls Village, Connecticut.
Im Jahr 1994 verfilmte Robert Redford die Geschichte Van Dorens in Quiz Show, darin wurde er durch Ralph Fiennes verkörpert.

## Schriften
- Mit Mortimer Adler: How to Read a Book. A Classic Guide to Intelligent Reading.  New York: Simon & Schuster 1972. ISBN 978-0-67121209-4
- Geschichte des Wissens. Aus dem amerikanischen Englisch von Anita Ehlers. 1. Ausgabe 1996, Neuausgabe bei Springer, Basel 2014. ISBN 978-3-0348-6010-9; Original: A History of Knowledge